# Stuck with Each Other
„Stuck with Each Other” este un cântec al interpretei barbadiene Shontelle. Piesa este o colaborare cu solistul senegalez Akon. Artista înregistrase cântecul  pentru coloana sonoră a filmului Confessions of a Shopaholic și s-a decis lansarea acesteia alături de o versiune reeditată a albumului Shontelligence.
„Stuck With Each Other” a fost lansat în mai 2009 în Regatul Unit, devenind cel de-al doilea hit de top 40 al interpretei în această regiune. Inițial, „Battle Cry” se dorea a fi lansat ca cel de-al doilea single al albumului, însă datorită numărului semnificativ de difuzări radio primite de „Stuck With Each Other”, s-a decis promovarea acestuia.